# E̋
Cette page contient des caractères spéciaux ou non latins. S’ils s’affichent mal (▯, ?, etc.), consultez la page d’aide Unicode.
E̋ (minuscule : e̋), ou E double accent aigu, est un graphème utilisé dans l’écriture du vieux norrois et du dan de l’Est, et dans le système de romanisation taïwanais.
Il s'agit de la lettre E diacritée d'un double accent aigu.

## Représentations informatiques
Le E double accent aigu peut être représenté avec les caractères Unicode suivants
- décomposé (latin de base, diacritiques) :

| formes    | représentations | chaînes de caractères | points de code | descriptions                                             |
| --------- | --------------- | --------------------- | -------------- | -------------------------------------------------------- |
| majuscule | E̋               | E◌̋                    | U+0045 U+030B  | lettre majuscule latine e diacritique double accent aigu |
| minuscule | e̋               | e◌̋                    | U+0065 U+030B  | lettre minuscule latine e diacritique double accent aigu |